# Беззаконня (фільм, 1988)
Беззаконня (англ. Off Limits) — бойовик-трилер 1988 року режисера Крістофера Кроу, дія якого відбувається під час війни у В'єтнамі, з Віллемом Дефо та Грегорі Хайнсом у головних ролях. Термін «Off Limits» стосується району, де було скоєно злочин, а саме району Сайгону, забороненого для військовослужбовців. У світовому прокаті фільм виходив під назвою «Сайгон» або «Сайгон: За межею».

## Синопсис
Сержанти першого класу Бак Макґріфф і Олбабі Перкінс виконують роботу військових поліцейських США в цивільному, які несуть службу у Сайгоні. Однак їхня робота стає ще складнішою, коли вони починають розслідувати серійні вбивства місцевих повій. Їхній головний підозрюваний — високопоставлений офіцер армії США, що ставить їхні життя під загрозу.

## У ролях
| Актор            | Роль                                 |
| ---------------- | ------------------------------------ |
| Віллем Дефо      | Сержант першого класу Бак Макґріфф   |
| Ґреґорі Гайнс    | Сержант першого класу Олбабі Перкінс |
| Фред Ворд        | Старший сержант Дікс                 |
| Аманда Пейз      | Ніколь                               |
| Лім Кей Тонг     | Лайм Грін                            |
| Скотт Гленн      | Полковник Декстер Армстронг          |
| Кіт Девід        | Моріс                                |
| Девід Алан Ґрієр | Роджерс                              |

## Відгуки
Фільм отримав неоднозначний прийом. Він отримав рейтинг схвалення 45% на Rotten Tomatoes на основі 11 відгуків.

### Касові збори
Фільм не мав успіху в прокаті, зібравши $7,2 млн.